# António de Spínola
António Sebastião Ribeiro de Spínola (11. dubna 1910 Estremoz – 13. srpna 1996 Lisabon) byl portugalský voják a politik, v roce 1974 prezident Portugalské republiky. Jeho otec António Sebastião Spínola byl generálním inspektorem financí.
Absolvoval vojenskou akademii, v roce 1939 vstoupil do Národní republikánské gardy. Od roku 1961 sloužil jako dobrovolník v Africe. V roce 1968 byl jmenován guvernérem Portugalské Guiney. Aby potlačil hnutí za nezávislost, vyhlásil program Za lepší Guineu, jehož cílem bylo zlepšit životní podmínky domorodého obyvatelstva. V roce 1973 se vrátil do Portugalska a vydal knihu Portugalsko a budoucnost, v níž vyzval k ukončení koloniální války a poskytnutí autonomie zámořským územím. To vedlo k jeho popularitě mezi mladými důstojníky, kteří založili Movimento das Forças Armadas a provedli karafiátovou revoluci. Na základě dohody mezi vzbouřenci a dosavadním předsedou vlády Marcelem Caetanem byl Spínola dosazen do čela junty, která 26. dubna 1974 převzala moc v zemi, a 15. května 1974 složil prezidentskou přísahu. Zahájil demokratizaci země a vyjednávání s africkými představiteli o dekolonizaci. Snažil se potlačit levicové směřování vojenské vlády a 28. září 1974 se pokusil o převrat „mlčící většiny“ proti radikálním silám, po jeho ztroskotání oznámil 30. září rezignaci na post hlavy státu. Jeho nástupcem se stal Francisco da Costa Gomes. Po potlačení dalšího pokusu konzervativců o uchopení moci v březnu 1975 odešel do exilu v Brazílii, po návratu již zůstal stranou politického dění.

## Vyznamenání
Portugalsko:
- důstojník Řádu avizských rytířů – 23. ledna 1948[2]
- komtur Řádu avizských rytířů – 16. května 1959[2]
- velkodůstojník Řádu věže a meče – 6. července 1973[2]
- velkokříž Řádu věže a meče – 13. února 1987[2]
- Vojenská medaile za chrabrost[3][2]
- Stříbrná Medaile za vynikající službu[3][2]
- Medaile za vojenské zásluhy II. třídy[3][2]
- Medaile za vojenské zásluhy III. třídy[3][2]
- zlatá Medaile za příkladné chování[3][2]

Španělsko:
- velkokříž Řádu Isabely Katolické – 14. prosince 1987[4]
- Vojenský záslužný kříž I. třídy s bílým odznakem[3]